# Koralówka złocista

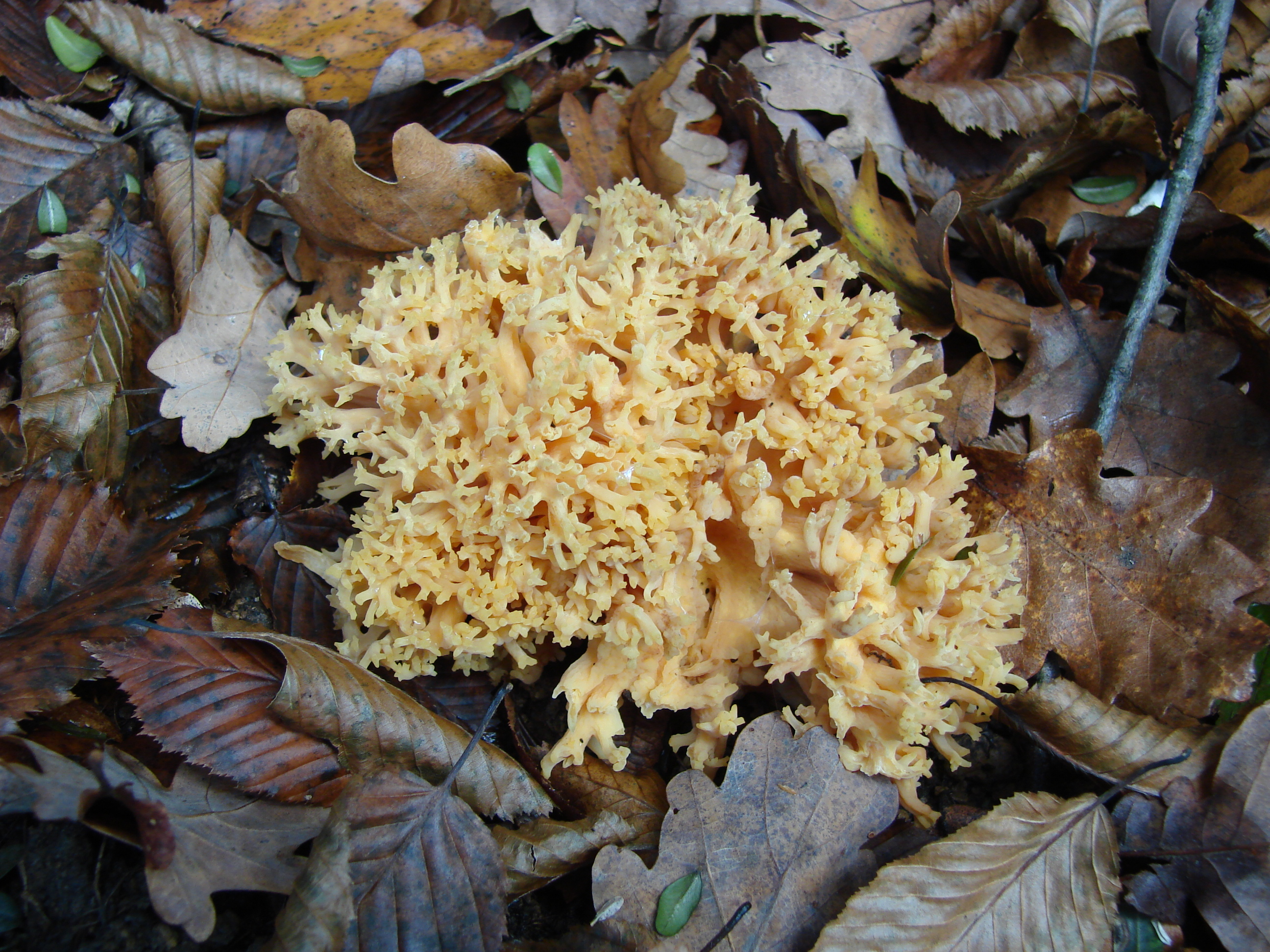

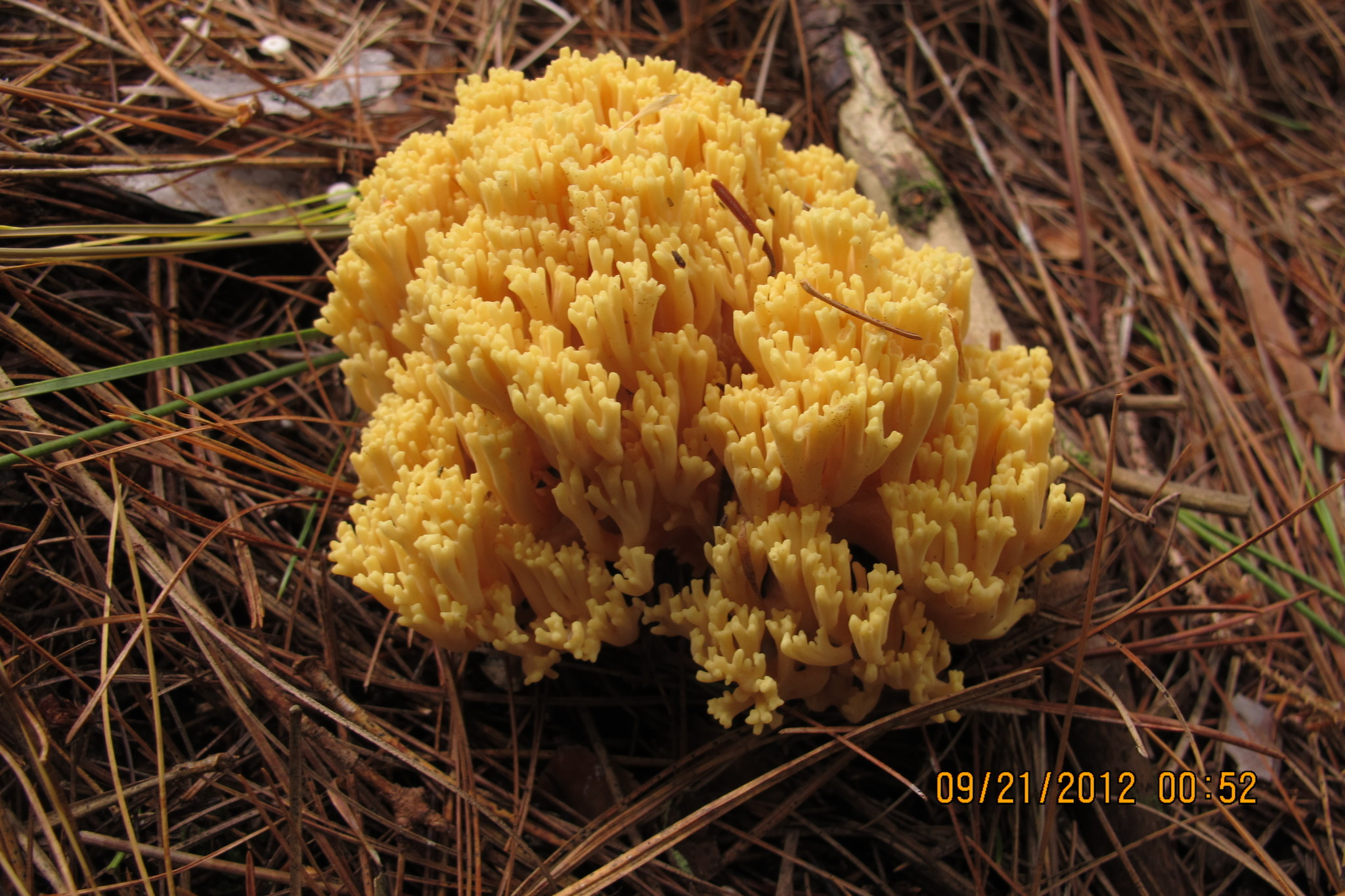

Koralówka złocista (Ramaria aurea (Schaeff.) Quél.) – gatunek grzybów należący do rodziny siatkoblaszkowatych (Gomphaceae).

## Systematyka i nazewnictwo
Pozycja w klasyfikacji według Index Fungorum: Ramaria, Gomphaceae, Gomphales, Phallomycetidae, Agaricomycetes, Agaricomycotina, Basidiomycota, Fungi.
Po raz pierwszy opisał go w 1774 r. Jacob Christian von Schaeffer, nadając mu nazwę Clavaria aurea, do rodzaju Ramaria przeniósł go Lucien Quélet w 1888 r.
Synonimy naukowe:
- Clavaria aurea Schaeff. 1774
- Clavaria aurea Schaeff. 1774 var. aurea
- Clavaria aurea var. australis Coker 1923

Polską nazwę nadał Władysław Wojewoda w 1999 r. W polskim piśmiennictwie mykologicznym gatunek ten opisywany był też jako gałęziak złotawy i gałęziak złocisty.

## Morfologia
Owocnik
Krzaczkowaty o wysokości i szerokości 5–12 cm i nieregularnie kulistym pokroju. Posiada grubą, białawą i nagą podstawę o wysokości 2–4 cm. Jest ona częściowo osadzona w ziemi. Ponad ziemia rozgałęzia się na coraz cieńsze gałązki, przez co owocnik wyglądem przypomina kalafiora. Gałązki te u młodych owocników są miodowożółte, później chromowożółte. Końce mają cienkie i zaostrzone, z dwoma lub trzema ząbkami, zdarzają się jednak także końce zaokrąglone.
Miąższ
Twardy, początkowo białawy, później kremowobiały, tylko pod skórką żółtawy. Nie zmienia barwy po uszkodzeniu. Smak łagodny, zapach korzenny.
Zarodniki
Brodawkowate, o średnicy 11-15 × 4-5,5 µm.
Gatunki podobne
Gatunki koralówek są morfologicznie trudne do rozróżnienia. Jest wiele podobnych gatunków, pewne ich rozróżnienie możliwe jest tylko przez specjalistę i często niezbędne jest przy tym badanie cech mikroskopowych.

## Występowanie i siedlisko
Występuje w Ameryce Północnej, Europie, Azji i Australii. W Polsce jest bardzo rzadki. Znajduje się na Czerwonej liście roślin i grzybów Polski. Ma status E – gatunek wymierający. Znajduje się na listach gatunków zagrożonych także w Niemczech.
Grzyb mykoryzowy. Owocowanie przypada na okres lipiec-październik. Pojawia się w wilgotnych i cienistych lasach liściastych, najczęściej pod bukami i dębami, rzadziej w lasach iglastych pod świerkami i sosnami. Występuje głównie w terenach podgórskich.

## Znaczenie
W niektórych krajach młode owocniki uważane są za grzyby jadalne. Starsze są trujące, mają gorzki smak, wywołują bóle brzucha, biegunkę i silne osłabienie. Odradza się zbieranie tych grzybów w celach spożywczych.